# Gamasiphis coniunctus
Gamasiphis coniunctus är en spindeldjursart som beskrevs av Wolfgang Karg 1995. Gamasiphis coniunctus ingår i släktet Gamasiphis och familjen Ologamasidae. Inga underarter finns listade i Catalogue of Life.